# Gyrinus fraternus
Gyrinus fraternus is een keversoort uit de familie van schrijvertjes (Gyrinidae). De wetenschappelijke naam van de soort is voor het eerst geldig gepubliceerd in 1865 door Couper.